# 영국 인디펜던트 차트
영국 인디펜던트 싱글 차트(영어: UK Independent Singles Chart)와 영국 인디펜던트 음반 차트(영어: UK Independent Albums Chart)는 영국에서 가장 많이 판매된 인디 싱글과 음반의 차트이다. 1980년 1월부터 출판되기 시작하였으며, 인디 차트(Indie chart)라고도 널리 알려져 있지만 1990년대 대형 레이블의 독립 레이블 소유로 독립 레이블과 대형 레이블 간의 경계가 모호해지면서 관련성이 줄었다. 현재는 오피셜 차트 컴퍼니가 인디 차트를 발행하고 있다.

## 역사
펑크 록의 여파로 소규모 및 독립 음반사들이 생겨나기 시작했는데, 이는 대형 음반 회사와의 계약을 꺼리거나 상업적으로 유행하기 힘든 것으로 간주되는 음악가들을 위한 창구 역할을 했다. 1978년에는 체리 레드, 러프 트레이드, 뮤트와 같은 레이블들이 생겼고, 곧 독립 출판, 유통 및 홍보를 포함하는 지원 체계가 뒤따랐다. 이러한 레이블들은 점점 규모가 커졌고 1980년에는 영국 싱글 차트 상위 10위 안에 들어가기도 했다. 하지만 차트 성공은 제한적이었는데, 공식 차트 상위 40위는 대형 체인점의 판매량을 기반으로 하고, 소규모 레코드 가게의 판매량은 집계하지 않았기 때문이다. 체리 레드의 이언 맥네이는 이러한 문제를 해결하기 위해 인디 음반 차트에 대한 아이디어를 주간 업계지인 레코드 비즈니스(Records Business)에 제안했다. 이후 최초의 인디 차트는 1980년 등장해 레코드 위크(Record Week)에 실리기 시작했으며, 나중에 사운즈와 라이선스 계약을 맺었다. 1980년 1월 19일 처음으로 발표된 인디 차트에서 싱글과 음반 차트 1위는 각각 스피즈에너지의 〈Where's Captain Kirk〉와 애덤 앤 디 앤츠의 《Dirk Wears White Sox》가 차지했다.
싱글이 "인디"인지 아닌지에 대한 정의는 발매되는 유통 채널에 따라 달랐는데, 작품이 EMI 레코드, 소니 뮤직 엔터테인먼트, 워너 뮤직 그룹, 유니버설 뮤직 그룹 등의 4대 대형 음반 회사가 아닌 독립된 유통 서비스를 통해 전달되어야만 했다. 1981년 차트 발행이 리서치 회사인 MRIB로 전환됐다. 인디 차트는 독립 레이블과 그 음악가들을 노출시키는 역할을 했다. 1985년, 뮤직 위크가 자체 인디 차트를 발행하기 시작하였는데, 원래 MRIB 차트의 권위나 유명세를 따라가지는 못했으나 나중에는 사운즈와 멜로디 메이커 모두 MRIB 차트 대신 뮤직 위크 차트를 사용하기 시작했다. 다른 주간지들도 종종 자체 인디 차트를 발행하곤 했는데, 이는 종종 한 음반 가게에서 수집된 결과를 토대로 발표한 것이었다. 1990년대 차트의 중요성은 주요 레이블들이 인디 차트의 노출을 통해 새로운 공연을 만들어내기 위해 독립적인 유통을 통한 자체 "인디" 레이블을 만들면서 퇴색되었다.
인디 차트에 포함되기 위해서는 작품이 대형 음반 회사 기업의 틀과 관계 없이 독립적으로 배포되어야만 했으며, 음악의 장르는 상관이 없었다. 이후 피나클이나 스파르탄과 같은 대형 독립 유통업체가 등장했고, 이후 러프 트레이드, 백스, 레드 라이노를 포함한 지역의 유통업체들의 협회인 카르텔(Cartel)이 등장했다.

## 오피셜 차트 컴퍼니
인디 차트가 이전보다 관련성은 줄어들었으나 오피셜 차트 컴퍼니(OCC)는 여전히 차트를 발행한다.
오피셜 차트 컴퍼니의 인디 차트는 2009년 6월 기준이 크게 변경되었다. 새로운 규칙에서는 4대 대형 음반사 중 하나가 아닌 음반사가 50% 이상 가진 레이블의 싱글만 포함하도록 자격 기준이 변경됐다. 이로 인해 대형 음반사들은 싱글 발매를 소규모 유통 업체에 아웃소싱하여 차트에 진입시킬 수 없게 됐다. 이러한 변경 사항은 2008년 7월 9일 영국 축음기 협회 연례 총회에서 처음 공개되었으며, 이 규칙이 적용된 새 차트는 2009년 6월 29일 처음으로 공개됐다. 이때 차트를 차지한 첫 번째 곡은 디지 래스컬의 〈Bonkers〉로 그주 영국 싱글 차트에서도 1위를 기록했다.
2000년대와 2010년대에는 악틱 몽키즈와 같은 많은 인디 록/포스트펑크 리바이벌 밴드(악틱 몽키즈의 싱글 〈Do I Wanna Know?〉는 2013년 6월 차트 2위를 기록하였고, 메인 차트에서도 11위를 기록했다)들이 차트에 올랐지만, 댄스, 랩 등도 차트에 올랐고 더욱 많은 장르와 스타일의 음악가들이 1위를 기록하게 됐다.

## 같이 보기
- 영국 음반 차트
- 영국 싱글 차트
- 오피셜 차트 컴퍼니